# Episodi di Animaniacs (quarta stagione)
La quarta stagione di Animaniacs andò in onda in 13 episodi dal 7 settembre al 16 novembre 1996 su The WB, nel blocco di programmazione Kids' WB. La versione italiana fu trasmessa su Rai 2 nella seconda metà degli anni novanta.
| nº | Titolo originale                                                                  | Titolo italiano                                                                      | Prima TV USA      |
| -- | --------------------------------------------------------------------------------- | ------------------------------------------------------------------------------------ | ----------------- |
| 1  | One Flew Over the Cuckoo Clock                                                    | Qualcuno volò sull'orologio del cuculo                                               | 7 settembre 1996  |
| 2  | Cutie and the Beast / Boo Happens / Noel                                          | Carina la bestia / Forrest Boo / Noel                                                | 7 settembre 1996  |
| 3  | Jokahontas / Boids on the Hood / Mighty Wakko at the Bat                          | Pocadottas / Un cofano di uccelli / Il grande Wakko alla battuta                     | 14 settembre 1996 |
| 4  | A Very Very Very Very Special Show / Night of the Living Buttons / Soda Jerk      | Uno show molto molto molto speciale / La notte del Bottone vivente / Singhiozzissimo | 21 settembre 1996 |
| 5  | From Burbank with Love / Anchors A-Warners / When You're Traveling from Nantucket | Da Burbank con amore / Dritta a tutta Warner                                         | 28 settembre 1996 |
| 6  | Papers for Papa / Amazing Gladiators / Pinky and the Ralph                        |                                                                                      | 19 ottobre 1996   |
| 7  | Ten Short Films About Wakko Warner / No Time for Love / The Boo Network           | Dieci brevi filmati su Wakko Warner / Non c'è tempo per l'amore / Canale Boo         | 2 novembre 1996   |
| 8  | Pitter Patter of Little Feet / Mindy in Wonderland / Ralph's Wedding              | Zampettio di zampette / Mindy a Meravilandia / Il matrimonio di Ralph                | 16 novembre 1996  |

## Qualcuno volò sull'orologio del cuculo
- Titolo originale: One Flew Over the Cuckoo Clock
- Diretto da: Jon McClenahan e Rusty Mills
- Scritto da: Nicholas Hollander, Jeff Kwinty e Tom Ruegger

### Trama
Vera Peste impazzisce dopo aver visto troppi talk show scandalistici, così viene portata in una casa di riposo per personaggi dei cartoni animati. Quando però capisce che Cocco non viene più a trovarla, rinsavisce ed evade dalla casa di riposo.

## Carina la bestia / Forrest Boo / Noel
- Titolo originale: Cutie and the Beast / Boo Happens / Noel
- Diretto da: Audu Paden e Charles Visser
- Scritto da: Kevin Hopps, Rafael Rosado, Audu Paden, Randy Rogel, Tom Ruegger

### Trama
- "Carina la bestia": Una parodia del film Disney La bella e la bestia con Dot nei panni dell'eroina, accolta da una bestia interpretata dal Diavolo della Tasmania.
- "Forrest Boo": Pollo Boo rievoca Forrest Gump.
- "Noel": I Warner cantano "The First Nowell" in modi molto strani.

## Pocadottas / Un cofano di uccelli / Il grande Wakko alla battuta
- Titolo originale: Jokahontas / Boids on the Hood / Mighty Wakko at the Bat
- Diretto da: Liz Holzman e Audu Paden
- Scritto da: Earl Kress, Lance Falk, Randy Rogel

### Trama
- "Pocadottas": Una parodia del film Disney Pocahontas, con Dot nei panni dell'omonima principessa e Mel Gibson come John Smith.
- "Un cofano di uccelli": I Picciotti si vendicano sul signor Plotz col sottofondo della "Cavalcata delle Valchirie".
- "Il grande Wakko alla battuta": Yakko narra una parodia della poesia Casey at the Bat, con i personaggi della serie nei panni dei Mudville Nine e Wakko nei panni di Casey.

## Uno show molto molto molto speciale / La notte del Bottone vivente / Singhiozzissimo
- Titolo originale: A Very Very Very Very Special Show / Night of the Living Buttons / Soda Jerk
- Diretto da: Liz Holzman, Al Zegler, Audu Paden
- Scritto da: Randy Rogel, Nick DuBois, Rafael Rosada, Enrique May, Audu Paden

### Trama
- "Uno show molto molto molto speciale": Nel palese tentativo di vincere un premio per l'animazione umanitaria, i Warner realizzano un cartone animato politicamente corretto.
- "La notte del Bottone vivente": Mindy insegue una rana attraverso un cimitero, mentre Bottone cerca di tenere a bada gli zombi.
- "Singhiozzissimo": Dopo che a Wakko viene il singhiozzo per aver bevuto un frappé in un solo sorso, Yakko e Dot tentano di curarlo.

## Da Burbank con amore / Dritta a tutta Warner
- Titolo originale: From Burbank with Love / Anchors A-Warners / When You're Traveling from Nantucket
- Diretto da: Charles Visser
- Scritto da: John P. McCann, Nick DuBois, Randy Rogel

### Trama
- "Da Burbank con amore": I Warner collaborano con Municipal Bond, l'agente 0007, in una missione per impedire al malvagio (e piccolo) Roy Blowfinger di rubare tutto l'oro da Fort Knox per acquistare una testa più grande.
- "Dritta a tutta Warner": Il dottor Scratchansniff va in crociera. Sfortunatamente per lui, i Warner lo seguono.
- "When You're Traveling from Nantucket": Yakko spiega in una canzone i diversi fusi orari.

## Papers for Papa / Amazing Gladiators / Pinky and the Ralph
- Diretto da: Audu Paden e Al Zegler
- Scritto da: Brett Baer, Dave Finkel, Richard Dasakas, Andrew Austin, John Over, Kevin Franks

### Trama
- "Papers for Papa": I Warner inseguono Ernest Hemingway per tutto il mondo quando si rifiuta di firmare per la consegna delle sue forniture per ufficio, avendo deciso di smettere di scrivere poiché affetto dal blocco dello scrittore.
- "Amazing Gladiators": Flavio e Marita gareggiano in una parodia di American Gladiators.
- "Pinky and the Ralph": Un'anteprima di uno spin-off immaginario interpretato da Mignolo e Ralph.

## Dieci brevi filmati su Wakko Warner / Non c'è tempo per l'amore / Canale Boo
- Titolo originale: Ten Short Films About Wakko Warner / No Time for Love / The Boo Network
- Diretto da: Audu Paden e Charles Visser
- Scritto da: Tom Minton, Paul Rugg, Marlowe Weisman, Laraine Arkow, John Dubiel

### Trama
- "Dieci brevi filmati su Wakko Warner": 10 cortometraggi con Wakko impegnato nelle sue solite pagliacciate.
- "Non c'è tempo per l'amore": Un uccello di un orologio a cucù si innamora di una vera uccellina e cerca di conquistare il suo amore ad ogni ora, pur continuando a ritirarsi nel suo orologio.
- "Canale Boo": Pollo Boo crea un palinsesto televisivo molto apprezzato, ma tutti i programmi hanno come tema i polli.

## Zampettio di zampette / Mindy a Meravilandia / Il matrimonio di Ralph
- Titolo originale: Pitter Patter of Little Feet / Mindy in Wonderland / Ralph's Wedding
- Diretto da: Audu Paden e Charles Visser
- Scritto da: Llyn Hunter, Enrique May, Audu Paden, Nick DuBois

### Trama
- "Zampettio di zampette": A Flavio e Marita viene consegnato un bambino, che si rivela essere Prof.
- "Mindy a Meravilandia": Parodia del film Disney Alice nel Paese delle Meraviglie con protagonisti Bottone e Mindy.
- "Il matrimonio di Ralph": Ralph sogna di sposarsi con Pollo Boo.